# Manja Mlejnik
Manja Mlejnik, slovenska sopranistka, * 12. november 1915, Kranj, † 29. avgust 1998, Ljubljana.
Petje je študirala na glasbenem konservatoriju v Ljubljani, njena mentorja sta bila operna pevka Jeanette Foedransperg in profesor Bogo Leskovic ter diplomirala marca leta 1941.
Z vlogo Macaela v Bizetovi operi Carmen je debitirala v Ljubljanski operi, kjer je delovala med letoma 1942 in 1983. 
Je teta violončelista Miloša Mlejnika.